# تشارلز إل. كاربنتر
تشارلز إل. كاربنتر (بالإنجليزية: Charles L. Carpenter)‏ هو عسكري أمريكي، ولد في 31 يوليو 1902 في غرينسبورج في الولايات المتحدة، وتوفي في 21 فبراير 1992.